# USAC National Championship 1965
USAC National Championship 1965 var ett race som vanns av Mario Andretti.

## Delsegrare
| Bana             | Vinnare           |
| ---------------- | ----------------- |
| Phoenix          | Don Branson       |
| Trenton          | Jim McElreath     |
| Indianapolis 500 | Jim Clark         |
| Milwaukee        | Parnelli Jones    |
| Langhorne        | Jim McElreath     |
| Pikes Peak       | Al Unser          |
| Trenton          | A.J. Foyt         |
| Clermont         | Mario Andretti    |
| Atlanta          | Johnny Rutherford |
| Langhorne        | Jim McElreath     |
| Milwaukee        | Joe Leonard       |
| Springfield      | A.J. Foyt         |
| Milwaukee        | Gordon Johncock   |
| DuQuoin          | Don Branson       |
| Indiana          | A.J. Foyt         |
| Trenton          | A.J. Foyt         |
| Sacramento       | Don Branson       |
| Phoenix          | A.J. Foyt         |

## Slutställning
| Plats | Förare            | Poäng |
| ----- | ----------------- | ----- |
| 1     | Mario Andretti    | 3110  |
| 2     | A.J. Foyt         | 2500  |
| 3     | Jim McElreath     | 2035  |
| 4     | Don Branson       | 1875  |
| 5     | Gordon Johncock   | 1540  |
| 6     | Joe Leonard       | 1415  |
| 7     | Bobby Unser       | 1402  |
| 8     | Roger McKluskey   | 1028  |
| 9     | Jud Larson        | 1028  |
| 10    | Parnelli Jones    | 1000  |
| 11    | Jim Clark         | 1000  |
| 12    | Johnny Rutherford | 993   |